# Eresus
Eresus es un género de arañas araneomorfas de la familia Eresidae. Se encuentra en Europa, Norte de África y Asia Occidental.

## Descripción
Este tipo de arañas tienen un gran dimorfismo sexual, las hembras son mucho más grandes que los machos.

## Lista de especies
Según The World Spider Catalog 12.0:
- Eresus albopictus (Simon, 1873)
- Eresus algericus (El-Hennawy, 2004)
- Eresus cinnaberinus (Olivier, 1789)
- Eresus crassitibialis (Wunderlich, 1987)
- Eresus granosus (Simon, 1895)
- Eresus jerbae (El-Hennawy, 2005)
- Eresus kollari (Rossi, 1846)[2]
- Eresus lavrosiae (Mcheidze, 1997)
- Eresus moravicus (Rezác, 2008)
- Eresus pharaonis (Walckenaer, 1837)
- Eresus robustus (Franganillo, 1918)
- Eresus rotundiceps (Simon, 1873)
- Eresus ruficapillus (C. L. Koch, 1846)
- Eresus sandaliatus (Martini & Goeze, 1778)
- Eresus sedilloti (Simon, 1881)
- Eresus semicanus (Simon, 1908)
- Eresus solitarius (Simon, 1873)
- Eresus walckenaeri (Brullé, 1832)